# Hogna miami
Hogna miami är en spindelart som först beskrevs av Wallace 1942.  Hogna miami ingår i släktet Hogna och familjen vargspindlar. Inga underarter finns listade i Catalogue of Life.